# Abrocomidae
Las ratas chinchillas  son miembros de la familia Abrocomidae. Son similares a las chinchillas con su textura y su color, pero su estructura corporal es más parecida a una rata. Son animales sociales que cavan túneles, y viven en la  Cordillera de los Andes de América del Sur. Son probablemente herbívoros,  sin embargo esto no está claro.
Pueden ser descritos como de tamaño mediano.  Pelosparaos se proyectan detrás de los tres dígitos de las patas traseras. Sus grandes cráneos se angostan en sus caras Algunos trabajos moleculares, sugieren que a pesar de su apariencia están más cercanos a los octodontoides como los degus, nutria, y tuco-tucos que a las chinchillas y vizcachas.

## Especies
- Family Abrocomidae -
  - †Protabrocoma
    - †Protabrocoma antigua

  - Abrocoma
    - Abrocoma bennettii -
    - Abrocoma boliviensis -
    - Abrocoma budini -
    - Abrocoma cinerea -
    - Abrocoma famatina -
    - Abrocoma schistacea -
    - Abrocoma uspallata -
    - Abrocoma vaccarum -

  - Cuscomys
    - Cuscomys ashaninka -
    - †Cuscomys oblativus -